# 田村志津枝
田村 志津枝（たむら しづえ、1944年1月1日  - ）は日本のノンフィクション作家、映画研究家。中国語圏の映画字幕翻訳を多数手掛けている。
夫は作家の夫馬基彦。

## 概説
1944年の正月に日本統治下の台湾台南市に生まれる。父親は台南陸軍病院に勤務していた。小学校入学前、母親から「あなたはタンパンセンで生まれた」と聞かされ、自分は船の中で生まれたと思いこむが、これは地名の「台南市桶盤桟（タンパンセン）18番地」のことだった。引き揚げ後は長野県小諸市で育つ。1968年早稲田大学第一文学部ドイツ文学専修卒。
雑誌の編集、記録映画製作などに携わる。1973年新潟県中蒲原郡上杉町に中国語研修所が開所する。「豪雪地帯の廃村を利用して自給自足の生活をしながら中国語を学ぶ」という方針に魅かれて入所､数年後に記録映画『半読半読』を完成。1975年ごろドイツ映画上映の活動を始め、ユーロスペースの設立に携わるようになり、ニュー・ジャーマン・シネマを紹介し始めた。その後､台湾の侯孝賢監督やエドワード・ヤン監督ら一群の台湾ニューシネマを日本に初めて紹介し、その普及に努めた。それにより1989年には日本映画ペンクラブ奨励賞、台湾政府新聞局功労賞を受賞した。中国語映画の字幕翻訳者でもある（約30作品）。
その後、ノンフィクション作家として活動領域を拡げ、台湾映画および台湾社会に関する著書を多く執筆する。若山牧水伝も書いた。1995年より日本大学文理学部中文科講師として映画論や表象文化論を担当する。
著書『台湾人と日本人 基隆中学Fマン事件』、『李香蘭の恋人 キネマと戦争』などは中国語に翻訳されて台湾で出版されている。

## 著書
- 『スクリーンの向うに見える台湾 台湾ニューシネマ試論』田畑書店, 1989.5
- 『侯孝賢の世界 台湾ニューシネマの旗手』岩波ブックレット 1990.
- 『悲情城市の人びと 台湾と日本のうた』晶文社, 1992.11
- 『台湾人と日本人 基隆中学「Fマン事件」』（晶文社）(1996年)
- 『台湾発見 映画が描く「未知」の島』朝日文庫(1997年)
- 『はじめに映画があった 植民地台湾と日本』中央公論新社(2000年)ISBN 978-4120030079
- 『若山牧水さびしかなし』晶文社, 2003.11
- 『李香蘭の恋人 キネマと戦争』筑摩書房 (2007年)ISBN 978-4480873552
- 『初めて台湾語をパソコンに喋らせた男―母語を蘇らせる物語』現代書館（2010年）[8]
- 『秋の日の青山良太』（ぶな企画文庫、 2018年、KDP電子本）

## 訳書
- 朱天文『安安の夏休み』筑摩書房(1992年)
- シリン・パタノタイ著, ジェームズ・ペック 補筆『ドラゴン・パール』講談社, 1994.9
- リン・パン『上海・嵐の家族』講談社インターナショナル株式会社 編. 講談社, 1995.8

## 主な映画字幕翻訳
- 『悲情城市』(侯孝賢監督)
- 『戯夢人生』(同)
- 『秋菊の物語』(張芸謀監督)
- 『恋人たちの食卓』(アン・リー監督)
- 『青春神話（中国語版）』（蔡明亮監督）